# Lebiasina
Lebiasina és un gènere de peixos pertanyent a la família dels lebiasínids que es troba a Sud-amèrica.

## Taxonomia
- Lebiasina bimaculata (Valenciennes, 1847)[3]
- Lebiasina chucuriensis (Ardila Rodríguez, 2001)[4]
- Lebiasina colombia (Ardila Rodríguez, 2008)[5]
- Lebiasina floridablancaensis (Ardila Rodríguez, 1994)[6]
- Lebiasina intermedia (Meinken, 1936)[7]
- Lebiasina multimaculata (Boulenger, 1911)[8]
- Lebiasina narinensis (Ardila Rodríguez, 2002)[9]
- Lebiasina ortegai (Ardila Rodríguez, 2008)[10]
- Lebiasina provenzanoi (Ardila Rodríguez, 1999)[11]
- Lebiasina uruyensis (Fernández-Yépez, 1967)[12]
- Lebiasina yuruaniensis (Ardila Rodríguez, 2000)[13][14][15][16][17][18][19]